# Юдин, Андрей Викторович
Андре́й Ви́кторович Ю́дин (укр. Андрій Вікторович Юдін; 28 июня 1967) — советский и украинский футболист, защитник; российский футбольный тренер.

## Карьера

### Клубная
Выступал за «Кубань», СКА (Ростов-на-Дону), «Днепр» (Днепропетровск), «Текстильщик» (Камышин), «Факел», «Кривбасс» и «Торпедо» (Запорожье). В сезоне 1989/90 участвовал в четвертьфинале Кубка Чемпионов в составе днепропетровского «Днепра».

### В сборной
Единственную игру за сборную Украины сыграл 26 августа 1992 года. Это был товарищеский матч со сборной Венгрии (1:2).

### Тренерская
С 2005 по 2006 возглавлял «Краснодар-2000».
В 2004 и с 2007 по 2009 год был тренером клуба «Кубань», где затем с 2010 по 2014 год возглавлял молодёжный состав.
С 2016 до 2017 года возглавлял выступавшую в зоне «Юг» ПФЛ «Кубань-2».
В конце 2018 года работал главным тренером клуба Премьер-лиги КФС «Крымтеплица».
В конце июня 2021 года возглавил «Кубань Холдинг» из станицы Павловской, но уже в сентябре того же года, после пяти поражений и двух ничьих в семи официальных матчах, покинул команду.

## Достижения

### Командные
- Серебряный призёр Чемпионата СССР: 1989.
- Обладатель Кубка СССР: 1989.

### Личные
- В списке 33 лучших футболистов сезона в СССР: № 3 — 1990.